# 竹下佳奈
竹下 佳奈（たけした かな、1982年9月20日 - ）は、松竹芸能所属のフリーアナウンサー。元山陰中央テレビジョン放送所属。

## 来歴
2001年、鳥取女子高等学校（現・鳥取敬愛高等学校）卒業。2005年、京都女子大学文学部を卒業し、山陰中央テレビジョン放送に入社。
エリア内の鳥取出身ということもあって、TSKの代表として全国に露出する機会も多く、『FNNスーパーニュース』全国パートのヘルプを担当したこともあった。その縁でTSKパートのアンカーキャスターを務めていた。2009年5月のドキュメンタリー『もしも願いが叶うなら』（第18回FNSドキュメンタリー大賞ノミネート作品）では番組ディレクターを務めた。地上デジタル放送推進大使としてTSKの地デジ開始やアナログ放送終了のPRにあたってきたが、『スーパーニュース』で忙しくなったこともあり、2009年10月にその任を新人の松田朋子に引き継いだ。結婚を機に2009年12月31日をもって退社し東京に活動拠点を移す。
その後は関東地方でフリーアナウンサーとして番組リポーターやイベントMCを務めている。TSK制作の番組にもナレーターやアシスタントとして単発的に出演している。2012年9月から山陰合同銀行「ごうぎんカードローン」イメージキャラクターを務めている。

### FNNスーパーニュースとのかかわり
TSKパートのアンカーとなる前は、通常山陰2県からの中継を担当していたが、これ以外に、以下の時期に首都圏でのサブキャスターとして出演した。
- 2006年7月31日 - 8月4日 ： 西山喜久恵の代行（夏休みを取得したため）。
- 2007年7月 - 9月 ： 木・金曜日担当（西山の産休による降板から10月の長野翼着任まで）。この時期は東京と松江を往復。

## 人物
- 趣味や特技は料理。Instagramで日々作った料理を掲載している。
- 家族は夫、息子（長男と次男）が2人いる。

## 主な出演

### テレビ番組

#### 山陰中央テレビジョン時代
- FNNスーパーニュース（2006年7月31日～8月4日、2007年7～9月） - フジテレビ系列
- 富士通スポーツスペシャル 出雲全日本大学選抜駅伝競走優勝インタビューほか（2007年・2008年） - フジテレビ系列
- すやまとしおの情熱ルポ～住民のちから協働スピリッツ（2008年） - 山陰中央テレビ（ローカル向け特集番組）
- 絶景日本の温泉グルメ歩き（2008年） - フジテレビ系列
- まつえレディースハーフマラソン第1中継車実況（2009年） - フジテレビ系列
- もしも願いが叶うなら（2009年5月16日、第18回FNSドキュメンタリー大賞出品作品） - ディレクター
- めざましテレビ公認 わがまま!気まま!旅気分〜ご縁が結ぶしまね出雲路の旅〜（2009年10月24日） - ナレーション
- スーパーニューススペシャル年末拡大版～山陰の未来に向けて～（2009年12月30日）
- 週刊・ヤッホー!
- TSKスーパーニュース

#### フリー転進後
- FNSソフト工場
  - ｢ザ・NEOカルチャー〜オタク文化が日本経済を救う!?｣（2010年12月20日、山陰中央テレビのみ放送）- 進行
  - ｢はじめて代理店｣（2012年1月23日、山陰中央テレビ）-　アシスタント
- 神々の国しまね はじまり遺産（2011年9月19日、山陰中央テレビ）-　ナレーション

### その他
- 山陰合同銀行「ごうぎんDuoカードローン」イメージキャラクター[1]（2012年9月 - ）
- 伊集院光とらじおと/パンサー向井の＃ふらっと内、TBSラジオショッピング（2018年1月 - 2019年12月、2020年5月 -）